# Coupe CECAFA des nations 1979
Navigation
Malawi 1978 Soudan 1980
La Coupe CECAFA des nations 1979 est la septième édition de la Coupe CECAFA des nations qui a eu lieu au Kenya du 3 au 17 novembre 1979. Les nations membres de la CECAFA (Confédération d'Afrique centrale et de l'Est) sont invitées à participer à la compétition.
C'est le Malawi, qui remporte la compétition en s'imposant en finale face au Kenya, pour la seconde année de suite. 

## Équipes participantes
- Ouganda
- Kenya - Organisateur
- Zambie
- Tanzanie
- Somalie
- Zanzibar
- Malawi

## Compétition

### Premier tour

#### Groupe A
| Équipe   | Pts | J | V | N | D | Bp | Bc | Diff |
| -------- | --- | - | - | - | - | -- | -- | ---- |
| Kenya    | 5   | 3 | 2 | 1 | 0 | 6  | 2  | +4   |
| Tanzanie | 4   | 3 | 1 | 2 | 0 | 7  | 5  | +2   |
| Zambie   | 3   | 3 | 1 | 1 | 1 | 5  | 6  | -1   |
| Ouganda  | 0   | 3 | 0 | 0 | 3 | 5  | 10 | -5   |

| 3 novembre 1979 | Kenya | 0 – 0 | Tanzanie |  |  |
|                 |       |       |          |  |  |

| 4 novembre 1979 | Ouganda | 1 – 2 | Zambie |  |  |
|                 |         |       |        |  |  |

| 6 novembre 1979 | Zambie | 2 – 2 | Tanzanie |  |  |
|                 |        |       |          |  |  |

| 7 novembre 1979 | Kenya | 3 – 1 | Ouganda |  |  |
|                 |       |       |         |  |  |

| 9 novembre 1979 | Tanzanie | 5 – 3 | Ouganda |  |  |
|                 |          |       |         |  |  |

| 10 novembre 1979 | Kenya | 3 – 1 | Zambie |  |  |
|                  |       |       |        |  |  |

#### Groupe B
| Équipe   | Pts | J | V | N | D | Bp | Bc | Diff |
| -------- | --- | - | - | - | - | -- | -- | ---- |
| Malawi   | 4   | 2 | 2 | 0 | 0 | 8  | 0  | +8   |
| Zanzibar | 1   | 2 | 0 | 1 | 1 | 1  | 5  | -4   |
| Soudan   | 1   | 2 | 0 | 1 | 1 | 1  | 5  | -4   |

Il n'y a pas d'explication sur la position de deuxième de Zanzibar.
| 4 novembre 1979 | Malawi | 4 – 0 | Zanzibar |  |  |
|                 |        |       |          |  |  |

| 7 novembre 1979 | Malawi | 4 – 0 | Soudan |  |  |
|                 |        |       |        |  |  |

| 4 novembre 1979 | Zanzibar | 1 – 1 | Soudan |  |  |
|                 |          |       |        |  |  |

## Tour final

### Demi-finales
| 13 novembre 1979 | Malawi | 1 – 1 | Tanzanie |  |  |
|                  |        |       |          |  |  |

| 14 novembre 1979 | Malawi | 4 – 0 (Match rejoué) | Tanzanie |  |  |
|                  |        |                      |          |  |  |

| 14 novembre 1979 | Kenya | 2 – 0 | Zanzibar |  |  |
|                  |       |       |          |  |  |

### Match pour la troisième place
| 16 novembre 1979 | Tanzanie | 2 – 1 | Zanzibar |  |  |
|                  |          |       |          |  |  |

### Finale
| 17 novembre 1979 | Malawi | 3 – 2 | Kenya |  |  |
|                  |        |       |       |  |  |

| Vainqueur Coupe CECAFA 1979 Malawi 2d titre |

## Sources et liens externes
- (en) Feuilles de matchs et infos sur RSSSF